# Talitha Aus
Talitha Aus eller Kappa Ursae Majoris (κ  Ursae Majoris, förkortat Kappa UMa, κ UMa) som är stjärnans Bayerbeteckning, är en dubbelstjärna belägen i den västra delen av stjärnbilden Stora Björnen. Den har en kombinerad skenbar magnitud på 3,56 och är synlig för blotta ögat. Baserat på parallaxmätning inom Hipparcosuppdraget på ca 9,1 mas, beräknas den befinna sig på ett avstånd av ca 360 ljusår (ca 110 parsek) från solen.

## Nomenklatur
Kappa Ursae Majoris har det traditionella namnet Talitha (som den delat med ι UMa) som kommer från den arabiska frasen Al Fiḳrah al Thalitha "den tredje källan eller ghazalens språng". Begreppet australis betyder "södra sidan" på latin.

## Egenskaper
Primärstjärnan i Kappa Ursae Majoris är en blå till vit stjärna i huvudserien av spektralklass A0 IV-V. Den har en följeslagare av spektralklass A0 V och magnitud 4,5 samt en omloppsperiod på 35,6 år (13 007,2 dygn) och  är separerad med 0,18 bågsekunder. Primärstjärnan utsänder från dess fotosfär ca 20 gånger mer energi än solen vid en effektiv temperatur på ca 9 530 K. 